# Geranomyia palauensis
Geranomyia palauensis là một loài ruồi trong họ Limoniidae. Chúng phân bố ở miền Australasia.